# شلالات ليفنجستون

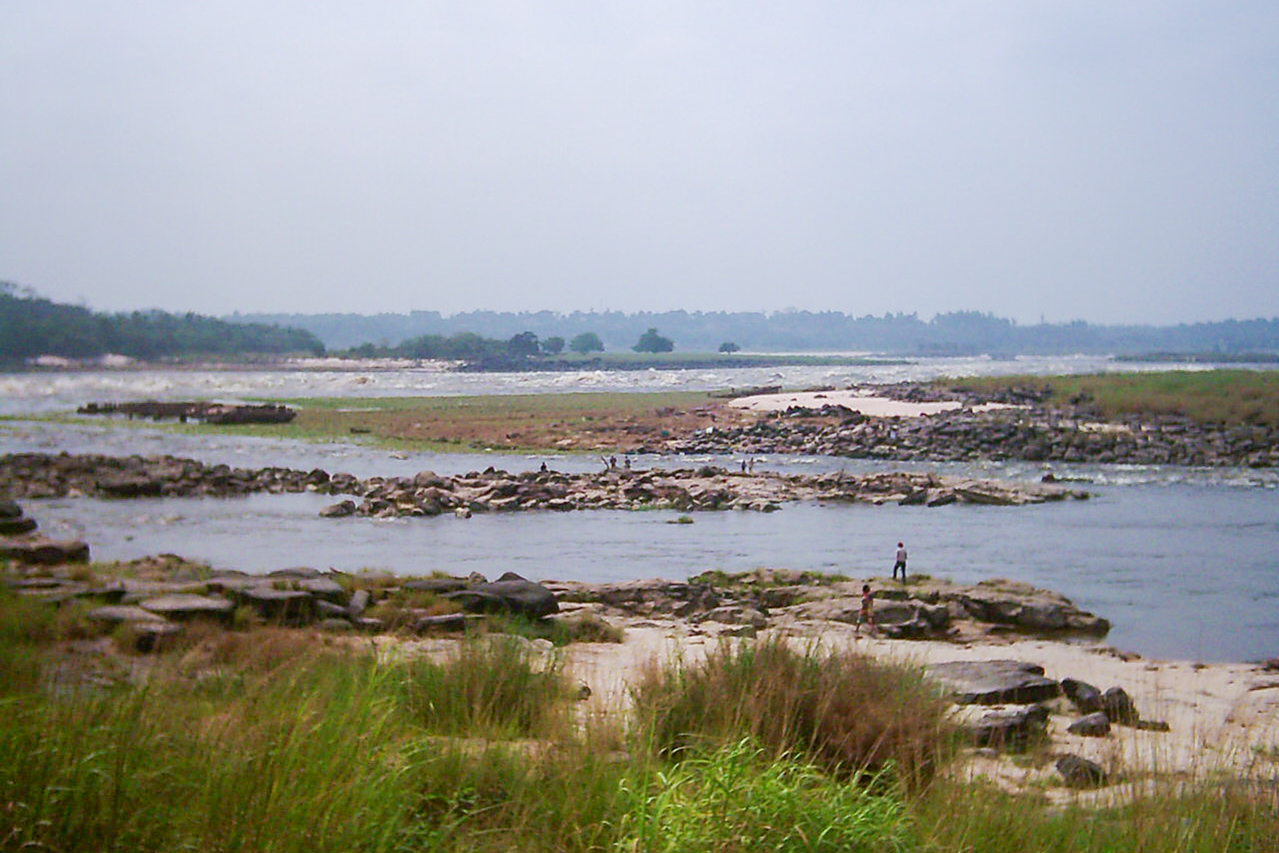
بداية شلالات ليفنجستون بالقرب من كينشاسا

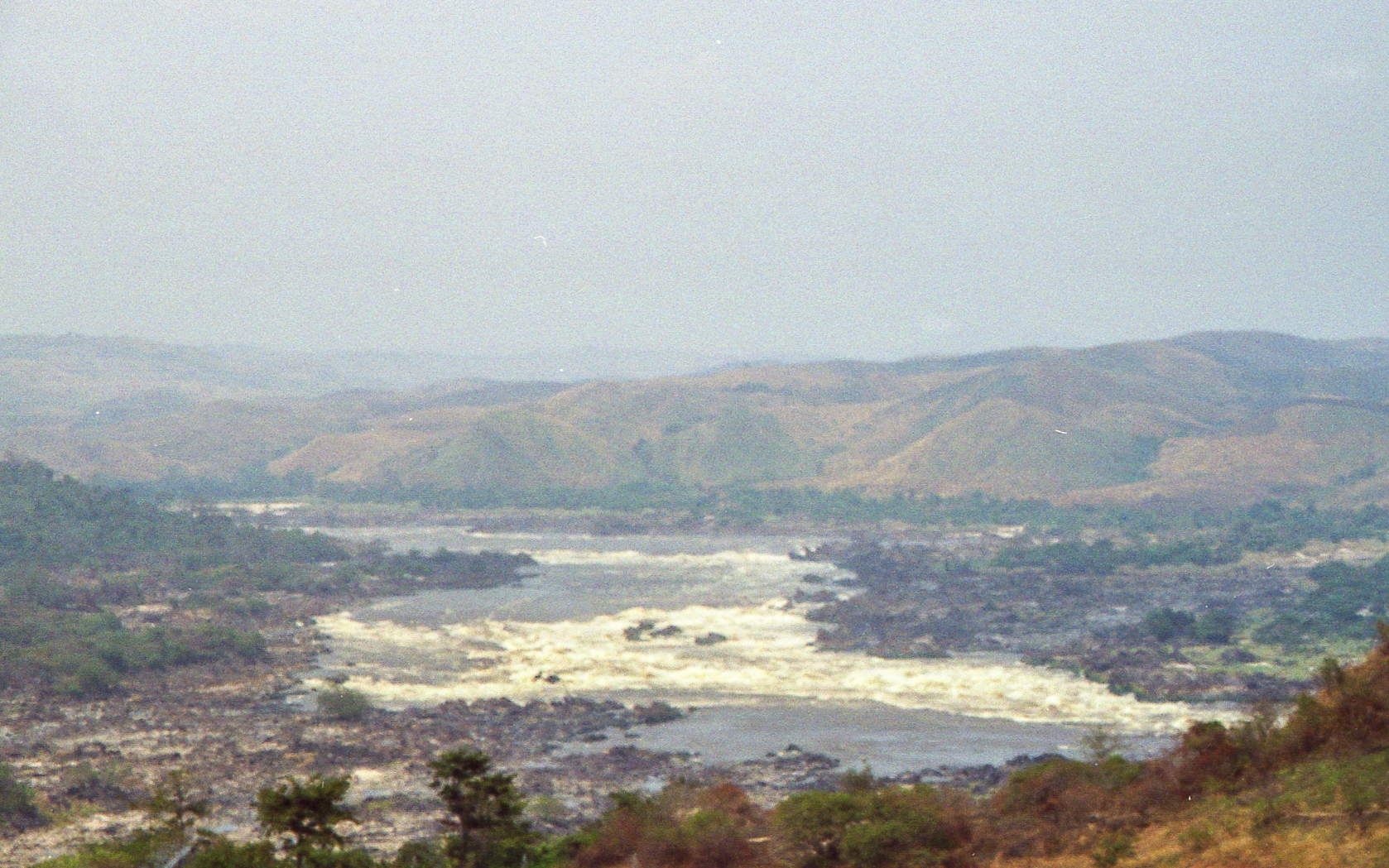
شلال من شلالات إنجا، وهو الجزء الأكثر روعة وإثارة في منحدر النهر

يُطلق على شلالات ليفنجستون (اسمها بـ الفرنسية، Chutes Livingstone) — هذا الاسم نسبةً للمستكشف ديفيد ليفينغستون (David Livingstone) — وهي عبارة عن سلسلة من المنحدرات الهائلة على المجرى السفلي لـنهر الكونغو في الجانب الاستوائي الغربي من قارة أفريقيا، وتجري هذه الشلالات مع التيار من بركة ماليبو في جمهورية الكونغو الديمقراطية.

## الوصف
تتكون شلالات ليفنجستون من سلسلةٍ من المنحدرات تسقط بسرعة 900 قدم على مسافة 220 ميلاً (أي 270 مترًا في 350 كيلو مترًا)، وتنتهي عند ماتادي في إقليم باس-كونغو. ويحظى نهر الكونغو بثاني أكبر معدل تدفق في العالم بعد الأمازون، الذي ليس به أي شلالات أو منحدرات (عدا تلك التي بالقرب من منابع النهر). من ثَمَّ فإن أقل منحدرات شلالات ليفنجستون تُعد أكبر شلال في العالم من حيث معدل التدفق — بشرط أن يحسب المرء هذه المنحدرات على أنها شلال. ويمثل عرض القناة أحد الجوانب المثيرة للاهتمام في 220-ميل (350 كـم) شلالات ليفنجستون الطويلة. حيث إن القناة ضيقة للغاية:؛ ففي امتداداتٍ عدة يقل عرض القناة عن 300 متر أما بالنسبة لمعظم الطول، فإن القناة تقل عن 800 متر عرضًا. وتُعتبر هذه القناة ضيقة بشكلٍ غير عادي حيث يتجاوز معدل تدفق النهر عادةً 42000 متر مكعب في الثانية (1500000 قدم مكعب في الثانية).

## معلومات تاريخية
وعلى الرغم من أن ليفينغستون استكشف كونغو العليا، إلا أنه لم يقم بالسفر إلى هذا الجزء قط في حين قام هنري مورتون ستانلي (Henry Morton Stanley) بتسمية الشلالات على اسمه تكريمًا له.
ولأن الشلالات، التي تبدأ بـشلالات يلالا فوق ماتادي مباشرةً، تُعد عائقًا أمام الملاحة في الجزء الأسفل من النهر؛ فقد تم إنشاء سكة حديد ماتادي-كينشاسا لتخطيها.
وفي بعثة معروفة باسم «طَّوْف-إفريقيا»، اختفى Philippe de Dieuleveult وستة أعضاء من حزبه أثناء الانزلاق من على هذه المنحدرات حول الـإنجا في السادس من أغسطس عام 1985.

## «جراند إنجا» مشروع مُقترح لإنتاج الطاقة الكهرومائية
شلالات إنجا هي مجموعة من المنحدرات (أو الشلالات) في الجانب الآخر من شلالات ليفنجستون. أما شلالات الكونغو فيبلغ معدل درجة انحدارها ~96 مترًا ضمن هذه المجموعة من الشلالات. ويبلغ متوسط معدل التدفق السنوي لنهر الكونغو عند شلالات إنجا ~42,000 متر مكعب في الثانية. لذلك يبدو من السهل، بعد إعطاء معدل التدفق هذا بالإضافة إلى درجة انحدار 96 مترًا، حساب مقدار الطاقة التي يمكن لشلالات إنجا وحدها توليدها وتُقدر بـ~39.6 جيجا واط من الطاقة الميكانيكية ومثلها تقريبًا من الطاقة الكهربائية.
تُعد «شلالات» إنجا في الوقت الحالي موقعًا لمحطتين كبيرتين لتوليد الطاقة المائية، كما يتم التفكير فيها بهدف إنشاء محطة توليد طاقة مائية أكبر بكثير ألا وهي جراند إنجا. في حالة الانتهاء من تنفيذ مشروع جراند إنجا، سيصبح هذا المشروع أكبر مرفق لتوليد طاقة كهرومائية على الأرض. ويدعو مدى المشروع الحالي إلى استخدام معدل تدفق يساوي ~26,400 متر مكعب في الثانية في تدفق بلا انقطاع يصل مقداره ~150 مترًا؛ وهذا ما يعادل قدرة توليد طاقة تصل إلى ~38.9 جيجا واط. وربما ينتج هذا المولِّد للطاقة الكهرومائية أكثر من ضعف ما ينتجه صاحب الرقم القياسي العالمي الحالي: مرفق القفلات الثلاث على نهر يانغتسي في الصين.
ومن المقرر أن يصير جراند إنجا على نحو ما يشبه مشروعًا مائيًا «متحكمًا في جريان النهر» وسيتم إنشاء خزان «صغير» بداخله لدعم النهر حتى يقترب معدل التدفق الصافي بلا انقطاع للتوربينات المائية من 150 مترًا. ويمكن لهذا التصميم أن يكون صديقًا أكثر للبيئة عن طريق استخدام مفهوم «التحكم في جريان النهر» بصورةٍ أكثر قوة. ومن الأساليب الأخرى الممكنة العمل على استخدام كمية تدفق أعلى بمعدل تدفق صافٍ بلا انقطاع أقل؛ حتى يمكن لحجم الخزان أن يصل للحد الأدنى وبالتالي تظل الطاقة المتاحة كبيرة كما هي. فعلى سبيل المثال، عندما يكون معدل التدفق الصافي بلا انقطاع 100 متر واستخدام التدفق يصل إلى 40,000 متر مربع في الثانية، ستكون الطاقة المتاحة ~39 جيجا واط. ويُعتبر معدل تدفق صافٍ بلا انقطاع يصل إلى 102 متر متاحًا على مسافة ~15 كيلو مترًا كخط مستقيم من أعلى نقطة في شلالات إنجا تمامًا، عند جزيرة سيكيلا، وحتى أسفل شلالات إنجا تمامًا عندما يتحول النهر بكل قوته إلى الجنوب. ولأن الجدل حول مشروع جراند إنجا يحتدم أكثر فإن مثل هذا الأسلوب ربما يصبح أكثر قبولاً.